# Servicios bibliotecarios infantiles
El servicio para niños por parte de la biblioteca tiene gran importancia y así lo considera la UNESCO cuando enumera entre sus objetivos los de crear y consolidar los hábitos de lectura en los niños desde los primeros años y estimular su creatividad. La necesidad de la lectura en los niños supone la necesidad de crear servicios bibliotecarios para ellos. Las Pautas sobre servicios en las bibliotecas para niños de la IFLA entienden que el servicio para niños asegura la continuidad de la biblioteca, ya que los que la utilizan tienden a seguir siendo usuarios cuando crecen. Manuel Carrión afirma que cuando en la biblioteca pública el servicio bibliotecario para los niños y jóvenes no constituye una sección de ésta, se inscribe dentro de una forma de extensión bibliotecaria, bien en forma de bibliobús especializado en servicio a niños con paradas en centros docentes o una biblioteca infantil en edificio propio.

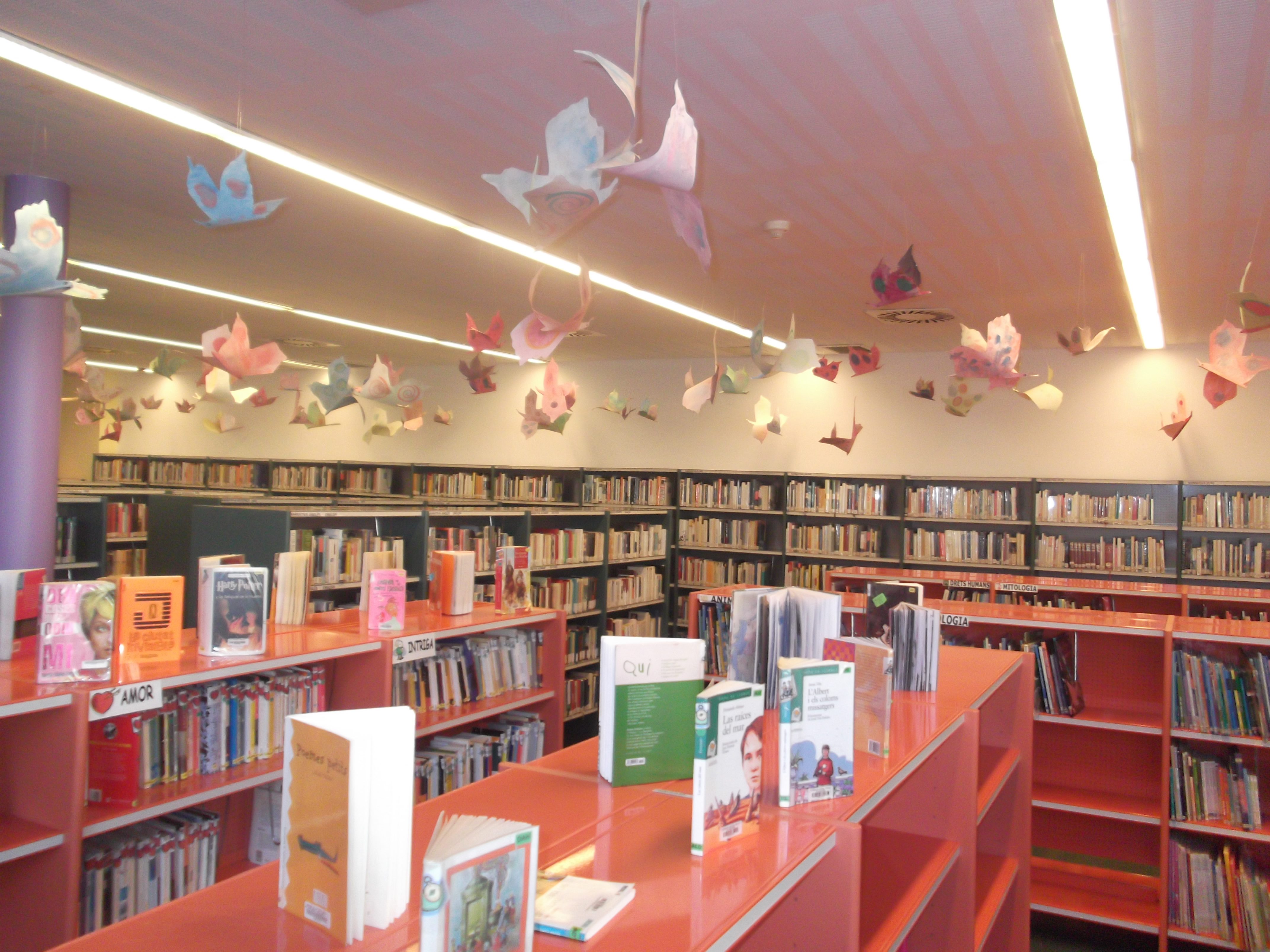
Zona infantil de la Biblioteca Pública de Palafrugell, en la provincia de Gerona, Cataluña, España.

## Funciones
Las funciones fundamentales de los servicios bibliotecarios infantiles tienen que ver con la importancia aludida en el párrafo anterior, y son básicamente:
- Deben crear el hábito lector en los niños
- Dar respuesta a sus preguntas, necesidades y curiosidades
- Proporcionar acceso a las fuentes bibliográficas
- Apoyar a padres y escuelas en su labor de educativa

## Fondos
Para cumplir estas funciones se debe disponer de unos fondos adecuados

### Selección
En la selección se tienen en cuenta diversos aspectos:
Nivel del lector: basándonos en Piaget sobre las etapas evolutivas del niño los intereses de éste según el tramo de edad son: entre 4 y 7 años les interesan los libros de animales, con muchas ilustraciones; entre 8 y 12 se seleccionan libros de aventuras y fantásticos; y a partir de 12 años sus gustos quedan condicionados por factores socioculturales del entorno, habrá libros de aventuras, viajes, naturaleza, etc.
Contenido: en el contenido se tiene en cuenta el valor intelectual de la obra, los personajes, las ilustraciones, la encuadernación.

### Tipos de fondos
Los servicios bibliotecarios infantiles deben ofrecer todo tipo de soportes, libros, audiovisuales y publicaciones periódicas. Enciclopedias, bibliografías, diccionarios, monografías de cada materia, literatura de cada género (novela, poesía y teatro), revistas, cómics, DVDs, discos, CD-ROMs.

### Proceso técnico
La catalogación puede ser simplificada y la clasificación CDU simple se aplica a los libros formativos, y el sistema alfabético para los recreativos. Se suelen utilizar tejuelos de distintos colores y formas para facilitar la ordenación de los libros. La colocación en los estantes es normalmente por edades y dentro de cada edad por colecciones temáticas. El Instituto Rosa Sensat sugiere el siguiente sistema de clasificación:
- La biblioteca articulada en módulos, con un color llamativo para los estantes de cada módulo.
- Estos módulos representan las distintas edades.
- Dentro de cada módulo, los fondos se ordenan según sus categorías, sus temáticas y las letras iniciales del libro consecutivamente.

## Espacio físico
El servicio bibliotecario infantil debe contar con un espacio independiente, bien sea integrado dentro del servicio de biblioteca pública o escolar, o  una biblioteca infantil aislada. En todo caso el local debe ser fácilmente accesible, céntrico y bien comunicado para que los niños puedan acudir con facilidad. Puede estar en la planta baja, tener luz suficiente y lavabo adecuados a este tipo de lectores. El espacio es un lugar acogedor, con mesas y sillas acorde a estas edades y muebles atrayentes que ayudan a los niños a sentirse cómodos. La distribución está determinada por los servicios que se ofrecen, estos son:
Zona de préstamo con sus correspondientes catálogos y mostrador de préstamo. Espacios para consulta en sala y para realizar tereas y estudiar. Espacio para visionados y audiciones individuales y colectivas. Espacio para diarios y revistas. Un espacio diáfano independiente dedicado a las actividades programadas como charlas, horas del cuento, exposiciones, etc.

## Personal
La IFLA establece que los servicios bibliotecarios infantiles deben ser responsabilidad de bibliotecarios con formación profesional especializada. Este personal necesita una formación específica que permita resolver situaciones generadas por las necesidades y psicología especial de los niños. Las preguntas formuladas por estos suelen ser imprecisas, necesitan ayudas en temas que no están relacionadas con el servicio bibliotecario y juega un papel muy importante las actividades de animación a la lectura y el uso de la biblioteca, por lo que el personal tiene que tener capacidad para el mantenimiento de este tipo de actividades. Tiene que tener aptitudes tales como curiosidad abierta hacia el mundo infantil y conocimientos de psicología y literatura infantiles. Además debe llevar a cabo la tarea de formación de usuarios que comienza con la ordenación de fondos en las estanterías y culmina con la explicación del funcionamiento del catálogo y condiciones de los préstamos.